# 豪氏岩頭長頜魚
豪氏岩頭長頜魚，為輻鰭魚綱骨舌魚目象鼻魚科的其中一種，分布於非洲剛果河及Niari-Kouilo河流域，體長可達7公分，棲息在底層水域。